# Two Lanes of Freedom
| Críticas profissionais | Críticas profissionais |
| Avaliações da crítica  | Avaliações da crítica  |
| Fonte                  | Avaliação              |
| ---------------------- | ---------------------- |
| allmusic               | [ 1 ]                  |
| Los Angeles Times      | [ 2 ]                  |
| PopMatters             | [ 3 ]                  |
| Rolling Stone          | [ 4 ]                  |
| USA Today              | [ 5 ]                  |

Two Lanes of Freedom é o décimo segundo álbum de estúdio do cantor country Tim McGraw, lançado em 2013. Lançado em 5 de fevereiro de 2013, o álbum atingiu o topo da Billboard 200 em poucas horas. É o primeiro álbum gravado pela Big Machine, após 20 anos de trabalho com a Curb Records. O disco inclui as faixas “Truck Yeah” e “One of Those Nights“.
. O álbum inclui os singles "Truck Yeah", "One of Those Nights", "Highway Don't Care" e "Southern Girl".

## Faixas
1. "Two Lanes of Freedom" (Jaren Johnston, Jenn Schott) - 4:26
2. "One of Those Nights" (Luke Laird, Rodney Clawson, Chris Tompkins) - 3:56
3. "Friend of a Friend" (Mark Irwin, Josh Kear, Andrew Dorff) - 5:13
4. "Southern Girl" (Johnston, Clawson, Lee Thomas Miller) - 4:15
5. "Truck Yeah" (Chris Janson, Danny Myrick, Preston Brust, Chris Lucas) - 3:29
6. "Nashville Without You" (Kyle Jacobs, Joe Leathers, Ruston Kelly) - 3:37
7. "Book of John" (Jon Nite, Greg Becker) - 3:28
8. "Mexicoma" (James T. Slater, Brad Warren, Brett Warren) - 3:33
9. "Number 37405" (Tom Douglas, Troy Jones) - 4:45
10. "It’s Your World" (Scott Stepakoff, Josh Osborne, Shane McAnally) - 4:29
11. "Highway Don’t Care" (com Taylor Swift & Keith Urban) (Irwin, Kear, Brad Warren, Brett Warren) - 4:39

## Posições nas paradas

### Álbum
UK Country Albums (OCC)

| Gráfico (2013)                  | Posições |
| ------------------------------- | -------- |
| Australian Albums (ARIA)        |          |
| Canadian Albums Chart           | 4        |
| US Billboard 200                | 2        |
| US Billboard Top Country Albums | 1        |
| US Billboard Top Digital Albums | 1        |
| UK Albums Chart                 | 43       |

### Singles
| Ano  | Single                | Posições nas paradas | Posições nas paradas | Posições nas paradas | Posições nas paradas |
| Ano  | Single                | US Country           | US Country Airplay   | US                   | CAN                  |
| ---- | --------------------- | -------------------- | -------------------- | -------------------- | -------------------- |
| 2012 | "Truck Yeah"          | 11                   | 10                   | 57                   | 52                   |
| 2012 | "One of Those Nights" | 3                    | 1                    | 32                   | 38                   |
| 2013 | "Highway Don't Care"  | 4                    | 1                    | 22                   | 21                   |
| 2013 | "Southern Girl"A      | 19                   | 17                   | 64                   | 96                   |